# Matteo di Cione

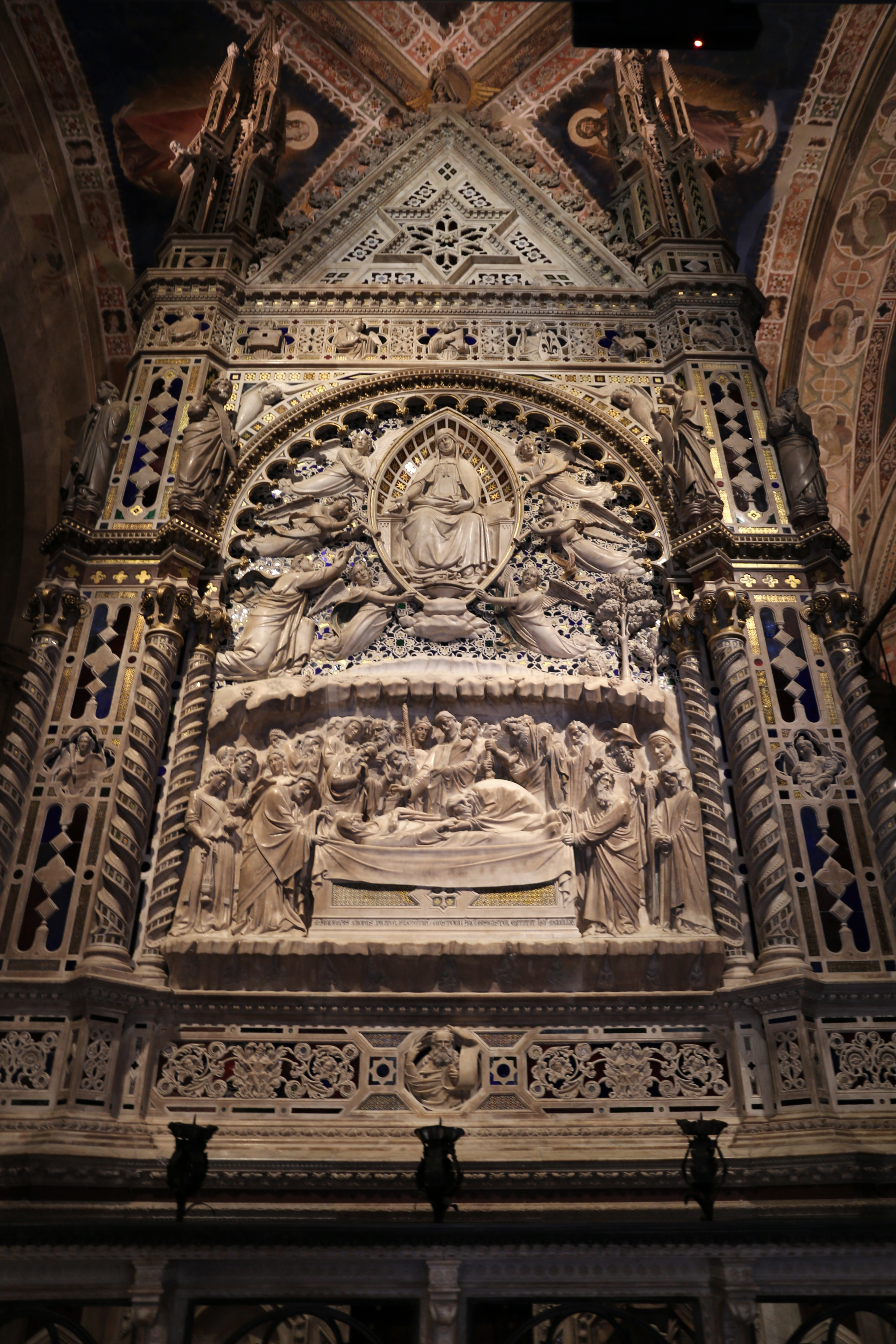
Il tabernacolo di Orsanmichele, alla cui realizzazione prese probabilmente parte anche Matteo

Matteo di Cione (Firenze, 1330 (?) – 1390 (?)) è stato uno scultore italiano, fratello dell'Orcagna (ovvero Andrea di Cione ) e di Jacopo e Nardo di Cione, pure artisti.

## Biografia
Il 7 luglio 1358 risulta iscritto alla corporazione dei muratori e carpentieri.
Nel 1359 ha lavorato con il fratello Andrea nella chiesa fiorentina di Orsammichele.
Successivamente ha aiutato fratello Andrea nella costruzione del Duomo di Orvieto.
Non è noto se, in queste occasioni, ha preso parte alla realizzazione di sculture, la cui paternità è attribuita all'Orcagna.
Insieme ai fratelli Andrea e Jacopo viene nominato nel testamento di suo fratello Nardo (21 maggio 1365).
Nel 1381 egli appare, insieme a tale Leonardo Masi, come fornitore di marmo per la costruzione di Orsanmichele, forse come subappaltatore. 
Tra il 6 giugno 1382 e il 15 novembre 1386 sono documentate a suo nome 12 ricevute per la fornitura di marmi per la costruzione del Duomo di Santa Maria del Fiore.